# Achatinella fulgens
Achatinella fulgens é uma espécie de gastrópode  da família Achatinellidae.
É endémica do Arquipélago do Havaí.